# Takashi Kageyama
Takashi Kageyama (影山 貴志 Kageyama Takashi?), född 27 maj 1977 i Osaka prefektur, är en japansk före detta fotbollsspelare.
Kageyama började sin karriär 1996 i Sanfrecce Hiroshima. Efter Sanfrecce Hiroshima spelade han för Cerezo Osaka och Sagawa Shiga. Han avslutade karriären 2008.